# 87644 Cathomen
87644 Cathomen è un asteroide della fascia principale. Scoperto nel 2000, presenta un'orbita caratterizzata da un semiasse maggiore pari a 2,6531352 au e da un'eccentricità di 0,2138476, inclinata di 12,17903° rispetto all'eclittica.